# Sopwith Rhino
El Sopwith 2B.2 Rhino fue un bombardero triplano biplaza británico diseñado y construido por la Sopwith Aviation Company con financiación privada. El Rhino estaba propulsado por un  motor de pistones en línea Galloway Adriatic. Sólo se construyeron dos aviones y el modelo no entró en producción.

## Diseño y desarrollo
A mediados de 1917, la Sopwith Aviation Company preparó un diseño para un avión bombardero monomotor, el Sopwith Rhino. Como no cubría ninguna especificación oficial, no recibió ningún pedido del Real Cuerpo Aéreo o del Real Servicio Aéreo Naval, pero a Sopwith se le concedió una licencia que le permitiría construir dos prototipos con financiación privada.
El Rhino era un triplano tractor de un solo vano con alerones instalados en los tres conjuntos de alas. Tenía un fuselaje amplio, que albergaba una bodega de bombas interna capaz de transportar 205 kg de bombas en un paquete independiente que podía cargarse con bombas por separado y luego colocarse en el avión para permitir un rápido rearme. El armamento defensivo era una ametralladora Vickers sincronizada que disparaba a través del disco de la hélice, mientras que el observador en la cabina trasera tenía una ametralladora Lewis montada en un montaje de pilar. Estaba propulsado por un motor en línea BHP de 172 kW (230 hp) que movía una hélice bipala, refrigerado por radiadores a cada lado del fuselaje.
El primer prototipo realizó su vuelo inaugural en Brooklands en octubre de 1917, y las pruebas iniciales mostraron que tenía el morro pesado y sufría de sobrecalentamiento del motor. El segundo prototipo, que se diferenciaba por tener el primitivo soporte de pilar para el arma del observador reemplazado por un anillo Scarff más moderno, se unió a él para las pruebas oficiales en Martlesham Heath en febrero y marzo de 1918. Las prestaciones no fueron impresionantes, el avión poseía un techo deficiente y una baja velocidad, por lo que fue rechazado como modelo de servicio. Los dos Rhino se utilizaron posteriormente como bancos de pruebas para el desarrollo de hélices.

## Especificaciones
Referencia datos: British Aeroplanes 1914–18

### Características generales
- Tripulación: Dos (piloto y observador)
- Longitud: 8,4 m (27,7 ft) [nota 1]
- Envergadura: 10,1 m (33 ft)
- Altura: 3,3 m (10,9 ft)
- Superficie alar: 50,6 m² (544,7 ft²)
- Peso vacío: 991 kg (2184,2 lb)
- Peso cargado: 1628 kg (3588,1 lb)
- Planta motriz: 1× motor lineal de 6  cilindros refrigerado por agua Galloway Adriatic.
  - Potencia: 170 kW (234 HP; 231 CV)
- Capacidad de combustible: 273 L

### Rendimiento
- Velocidad máxima operativa (Vno): 166 km/h (103 MPH; 90 kt) a 3050 m (10 000 pies), 184 km/h a nivel del mar[3]
- Alcance: 655 km (354 nmi; 407 mi) (3 h 45 min)
- Techo de vuelo: 3700 m (12 139 ft)
- Tiempo a altitud: 24 min 50 s para 3050 m (10 000 pies)

### Armamento
- Ametralladoras: 

  - 1x Vickers de 7,7 mm frontal fija
  - 1x Lewis de 7,7 mm flexible en la cabina trasera
- Bombas: 205 kg en un "paquete de bombas" desmontable, llevado en una bodega interna

## Aeronaves relacionadas

### Secuencias de designación
- Secuencia _B._ (interna de Sopwith): B.1 - B.2 - 2B.2